# Bègues
 Bègues  là một xã ở tỉnh Allier thuộc miền trung nước Pháp.